# 李鳴鐘
李 鳴鐘（り めいしょう）は、中華民国の軍人。初め北京政府、国民軍に属し、後に国民政府（国民革命軍）に属した。馮玉祥配下の「五虎将」の1人とされることがある。字は暁東。

## 事績

### 日雇いから軍人へ
河南省陳州府沈丘県蔡荘村（現在の周口市項城市官会鎮）に医者の子として生まれる。7歳で私塾に通うが、父が亡くなったため、小作農や金持ちの雇い人としてその日暮らしを行う苦難の少年期を送った。17歳の時、父と親交があった家の娘と結婚するが、日雇いであったことから義父の家の者から白眼視された。結局彼らからの冷たい視線に耐えかね、2番目の兄の李鳴鋁が北京で当兵をしていたことから離婚して兄の後を追って軍人への道を歩む。
李鳴鐘が入ったのは袁世凱の北洋新軍武衛右軍で、右翼（翼長：呉長純）第三営左隊右哨四棚に配属された。正目（班長）、哨長、督隊官を務める。
1909年（宣統元年）、奉天・新民の第二十鎮随営学堂を卒業し、新軍第20鎮排長として勤務の傍ら、馮玉祥の反清地下組織「武学研究会」に加入。辛亥革命に呼応して1912年1月、灤州兵変に参加するも鎮圧され、軍籍を剥奪される。
清朝消滅後は軍に呼び戻され、京防営務処の衛兵を務めていたが、1912年（民国元年）2月29日、北京兵変での北洋軍兵士による略奪が起こったため、5個備補軍への再編がなされた。陸建章率いる左路備補軍の前営営長に馮玉祥が任ぜられるとその配下となり、以後軍歴を順調に重ねていく。1915年（民国4年）12月の護国戦争当時、第16混成旅第1団第3営長として四川省に駐屯していたが、南方政府を支持し、蔡鍔の部下であった朱徳とも連携している。1917年（民国10年）年には湖北省廊坊地区に駐屯していたが、6月に馮玉祥が更迭されると連長以上の軍官と連名で復帰を求めた。張勲復辟が起こると天壇付近にて弁子軍残部3000人を包囲する。鎮圧後少将に昇進。1918年頭、馮玉祥に随行して湖南省の護法軍を撃破し、常徳に移駐。第3団に改編される。

### 陝西省の戦い、第1次奉直戦争
1921年（民国10年）春、馮玉祥は解任を拒む前陝西督軍・陳樹藩討伐のため閻相文の第20師、呉新田の第7師と陝西省遠征を命じられた。左路軍は秦嶺山脈を西進し、西安東部の臨潼区にて姜宏謨率いる1個騎兵団を撃破した。続いて西安にて2個団と共同で城内の督軍署を攻め落とし、西に逃げる陳樹藩を追いかけようとしたが、結局山中に逃げ込まれたため咸陽市に引き返し、部隊の休息を行った。翌1922年（民国11年）4月、第1次奉直戦争が勃発すると、大至急保定への進軍を命じられ、3個団を率いて丸一日かけて300里の距離を進軍し、大灰廠にて奉天軍を撃破、長辛店を占領した。戦後、曹錕と呉佩孚より剛威将軍と一等嘉禾勲章を授与された。また、馮玉祥の指揮を離れ、北京で師長への道を打診されたが断り、部隊を率いて河南督軍に就任した馮玉祥の下に帰参。兼任で帰徳鎮守使（豫東鎮守使とも、帰徳は現在の商丘市）に任命されたが、ほどなくして呉佩孚の圧力で第11師ともども河南省を去る。

### 国民軍での活躍
1924年（民国13年）、北京南苑の第8混成旅旅長に異動し、同年9月の第2次奉直戦争では古北口外の朝陽地区を防衛していたが、10月に北京政変（首都革命）で北京大総統府を包囲し、国民軍成立後、第1軍第6師師長に昇進した。1925年（民国14年）1月、署理綏遠都統に任命される。五族協和倶楽部を成立させ、道路や橋の整備、植林、学校の設立などに携わった。
12月8日、馮玉祥が李景林討伐の命を発すると、張之江を総司令として3個路の討伐隊が組まれ、鄧宝珊が任丘、徐永昌が大城県と馬廠鎮を攻略、李鳴鐘は王慶坨鎮、楊柳青鎮、韓家墅村攻略を任された。張之江も3個旅を率いて楊村、北倉鎮と王慶坨鎮攻略を目指した。しかし李景林は日本やドイツの軍事顧問の指導で屈強な陣地を構築しており、10日～15日までの間に4000人もの犠牲者を出してしまう。16日、馮玉祥は張之江を更迭し、李鳴鐘を総司令に任じた。李鳴鐘は騎兵、警衛旅と装甲車隊を投入して天津攻略を継続した。
19日は雪が降り積もり、天津城は白く染まった。李鳴鐘はこの機を逃さじと緊急軍事会議を開き、白い羊皮で偽装した「出白兵」を発案する。当日夜、陣地周辺に忍び込んだ出白兵たちは更に爆竹や花火で攪乱、それに乗じて大刀兵たちが突撃し、騎兵、砲兵、装甲兵も総攻撃を開始、楊村は陥落した。数日後、天津城も陥落、李景林は敗走した。
1926年（民国15年）、甘粛軍務督弁に任命されたが、実際に赴任はしなかった（代理は劉郁芬）。その後、京師警備代理総司令兼警備総監に任命されている。

### 国民政府への参加
国民政府では、1927年（民国16年）に軍事委員会委員に任命された。1928年（民国17年）、鄭州市長兼国民革命軍第2集団軍総指揮に任命される。後に、西北政治工作委員会委員長に任じられた。同年9月、河南省政府委員、国軍編遣委員会委員兼遣置部主任に異動する。馮玉祥と蒋介石との軋轢が深まると、巻き込まれることを嫌って視察の名目で自費で海外に出国。中原大戦中、アメリカで農業水利を視察。のち、イギリス、フランス、ドイツ、イタリアにも赴いた。帰国後は馮玉祥配下から次第に離脱していき、1930年（民国19年）、鄂豫辺区綏靖督弁に任命されるが、肺の病気のため参謀長の王同生に職務を一任すると上海で療養する。復帰後の1931年（民国20年）9月、共産党に傾倒していた吉鴻昌に代わって第22路総指揮兼第30師師長に任じられ、蒋介石より大別山の剿共（共産党軍殲滅）を命じられたが、同月の満州事変で東北を奪われたにもかかわらず剿共を続ける蒋介石に失望した李鳴鐘は、命令を拒絶して政界から引退し、北平、天津、開封、西安などで久大塩業公司、塘沽永利廠、中原煤鉱公司を起業した。1937年（民国26年）5月には、河南省政府委員の地位を罷免された。
盧溝橋事件勃発時は北平にいたが間もなく日本軍の手中に落ち、自宅で親日官憲の捜査を受ける。湯爾和より傀儡政府への参加を求められるがそれを拒絶し、商人に偽装して北平を脱出、天津・塘沽より船に乗り、煙台経由で河南省に帰郷。その後河南省政府委員に復帰し、省賑済委員会主任委員にも任ぜられた。1938年3月、開封で光明話劇団を組織する。1942年、中統特務より左派と見なされた河南大学教授嵆文甫が投獄された際には王幼喬・劉職学らと釈放嘆願を行った。1944年、黄河水利委員会高等顧問に招聘される。軍事参議院参議に異動する。
1948年（民国37年）2月、監察院監察委員に任命されている。国民党の敗色がいよいよ濃厚となった1949年（民国38年）には病床におり、孫連仲や劉茂恩から台湾への脱出を進められ航空機旅券ももらったが、国民党に嫌気がさしていた李鳴鐘は断った。6月29日、上海虹橋療養院で食道がんのため病没した。享年64。

## 年譜
右翼（翼長：呉長純）第三営左隊右哨四棚
- 1909年（宣統元年） - 第20鎮（中国語版）随営学堂卒業、第20鎮排長
- 1912年（民国元年）
  - 春 - 京防営務処（中国語版）衛兵
  - 4月 - 左路備補軍前営左哨（哨官：鄒心鏡）哨長[8]
- 1913年（民国2年）8月 - 京衛軍左翼第1団第1営（長：馮玉祥兼任）前哨哨官、上尉[5][8]
- 1914年（民国3年）10月 - 第16混成旅副官少校兼模範連連長[8]
- 1915年（民国4年） - 第16混成旅第1団第3営長
- 1917年（民国6年）11月 - 第16混成旅補充団団長、少将[9]
- 1918年（民国7年） - 第16混成旅第3団団長[9]
- 1921年（民国10年）8月 - 第11師第21旅旅長[9]
- 1922年（民国11年） - 兼帰徳鎮守使
- 1924年（民国13年） - 第8混成旅旅長
  - 10月 - 国民軍第1軍第6師師長
- 1925年（民国14年）1月 - 署理綏遠都統
- 1926年（民国15年） - 甘粛軍務督弁（赴任せず、代理は劉郁芬）のち京師警備代理総司令兼警備総監
- 1927年（民国16年） - 軍事委員会委員
- 1928年（民国17年） - 鄭州市長兼国民革命軍第2集団軍総指揮
- 1930年（民国19年） - 鄂豫辺区綏靖督弁
- 1931年（民国20年） - 第22路総指揮兼第30師師長
- 1948年（民国37年）2月 - 監察院監察委員